# Peter Fromherz
Peter Fromherz (* 8. Oktober 1942 in Ludwigshafen am Rhein) ist ein deutscher Biochemiker und Biophysiker.

## Leben und Werk
Fromherz studierte seit 1961 Chemie an der Universität Karlsruhe, wo er 1966 mit dem Diplom abschloss. 1969 wurde er bei Hans Kuhn an der Universität Marburg zum Dr. rer. nat. promoviert. Anschließend arbeitete er bis 1981 am Max-Planck-Institut für biophysikalische Chemie, wo er sich 1978 im Fach Physikalische Chemie habilitierte. Von 1981 bis 1994 war er ordentlicher Professor für Experimentalphysik (Biophysik) an der Universität Ulm, um dann als Direktor und Wissenschaftliches Mitglied ans Max-Planck-Institut für Biochemie zu wechseln, wo er die Abteilung Membran- und Neurophysik leitet. Außerdem ist er seit 1994 Honorarprofessor an der Technischen Universität München.
Fromherz arbeitet an hybriden Hirn-Halbleiter-Systemen, der Verbindung von Nervenzellen und Computerchips. 1991 löste er das Problem, dass Chips mit Elektronen arbeiten, Nervenzellen aber Ionen zum Ladungstransport verwenden, indem er auf dem Chip eine dünne Siliziumdioxidschicht und darauf die Nervenzelle aufbrachte. Die Halbleiterelemente können so das elektrische Feld der Nervenzelle registrieren und an das Computersystem weiterleiten. Damit war eine nichtinvasive Neuron-Silizium-Kopplung gelungen. Die umgekehrte Richtung, also die Stimulation von Nervenzellen durch Computerchips, glückte ihm 1995. Da die bis dahin von ihm genutzten Blutegel-Nervenzellen in Kultur keine synaptischen Kontakte untereinander knüpfen, nutzte er später Neuronen der Spitzschlammschnecke. Er konnte mehrere isolierte Zellen auf den Chip verpflanzen und beobachten, wie sie zu einem Nervennetz zusammenwuchsen. Später gelang dies auch mit den kleineren Ratten-Nervenzellen. Anwendungen solcher Neurochips sind die Grundlagenforschung und die Entwicklung von Arzneimitteln: Man testet Psychopharmaka an Nervenzellen, die auf einem Chip leben. Die Wirksamkeit des Prinzips zeigte er 2007.

## Veröffentlichungen
Fromherz publizierte mehr als 150 Arbeiten, darunter:
- Lipid-Protein-Filme zum Bau einfacher organisierter Systeme. Dissertation, Marburg 1969, DNB 482110406.
- Synthese und Analyse eines Enzym-Lipid-Farbstoff-Verbandes zwischen Elektrolyt und Halbleiter. Habilitationsschrift, Marburg 1977.
- Interfacing von Nervenzellen und Halbleiterchips, in Müller-Krumbhaar, Wagner (Herausgeber) Und er würfelt doch, Wiley/VCH 2001 (auch Physikalische Blätter 2001).
- Semiconductor chips with ion channels, nerve cells and brain. In: Physica E: Low-dimensional Systems and Nanostructures. Band 16, Nr. 1, Januar 2003, S. 24–34, doi:10.1016/S1386-9477(02)00578-7.

## Auszeichnungen
Fromherz ist seit 1992 Mitglied der Heidelberger Akademie der Wissenschaften und seit 2003 der Berlin-Brandenburgischen Akademie der Wissenschaften.
- 1988: Merckle Forschungspreis[5]
- 1998: Julius-Springer-Preis für Angewandte Physik
- 2004: Philip Morris Forschungspreis